# Roszmusz András
Dr. Roszmusz András (1944. november 26. – 2013. január 23.) magyar gépészmérnök, cserkésztiszt, a krisztinavárosi 148. Nagyboldogasszony cserkészcsapat tiszteletbeli parancsnoka, 2001-től 2006-ig a Magyar Cserkészszövetség országos elnöke.

## Pályafutása
1963-ban érettségizett. A Budapesti Műszaki Egyetemen 1968-ban gépjármű gépész, 1976-ban pedig rendszertervező és forgalomtechnikai szakmérnök szakon szerzett oklevelet; 1978-ban doktorált.
A cserkészettel édesapja révén ismerkedett meg. 1988-ban kapcsolódott be a cserkészmozgalomba, majd 1989-ben egy német–magyar cserkésztábor hatására alapító tagja lett a krisztinavárosi 148. Nagyboldogasszony cserkészcsapatnak, melynek első parancsnokává is őt választották. 1991-ben szerzett cserkésztiszti képesítést. 1990-től 1994-ig a Magyar Cserkészszövetség Országos Intézőbizottságának tagja, 1993-tól 1994-ig országos vezetőképző vezetőtiszt volt. 1994-től a Táborkereszt Katolikus Cserkészek Közössége ügyvezető elnöke, 1998-tól 2001-ig a Magyar Cserkészszövetség felügyelőbizottságának tagja. 2001-től megbízott, 2002-től megválasztott országos elnök; a tisztséget 2006-ig töltötte be.

## Művei
- Közlekedéspedagógia az isk. nevelőmunkában (Budapest, 1985: A gyermekek közlekedésbiztonságát meghatározó egyes kérdések vizsgálata. Török Máriával.)
- A közúti forgalom sebességszabályozásának forgalomtechnikai és közlekedésbiztonsági kérdései. Budapest, 1980. (Közúti Közlekedési Tudományos Kutató Intézet kiadványa 45.)[2]

## Emléke
Nevét viseli a Krisztinavárosi Havas Boldogasszony-plébániához tartozó 148. Nagyboldogasszony cserkészcsapat cserkészotthona.